# Zuma the puma
Zuma the puma er en dansk portrætfilm fra 2002, der er instrueret af Jon Bang Carlsen efter eget manuskript. Filmen er udgivet på dvd i antologien Fodbolddrengen / Fluen / Zuma the puma.

## Handling
I en Champions league kamp mod Lazio i Rom kæmper den sydafrikanske fodboldspiller Sibusiso Zuma både mod de italienske verdensstjerner og mod de racistiske tilskuere, som bombarderer afrikaneren med foragt, hver gang han rører bolden. I den europæiske heksekedel på Stadio Olympico søger hans tanker tilbage mod barndommen i det fattige "township" i Sydafrika. I stedet for verdensstjernernes forkælede ben ser "Zuma the Puma" midt i kampens hede sin barndoms tynde, barfodede ben drible bolden rundt i Afrikas røde støv, mens drengene drømmer den umulige drøm om, at fodbolden skal befri fra ghettoens vold og bundløse fattigdom. Jo voldsommere fodboldkampen mellem Lazio og F.C. København udvikler sig, jo tydeligere bliver sårene og ensomheden, som var prisen for at lade sit store talent folde sig ud i det kolde, men rige land langt fra Afrika.